# アウラーノ
アウラーノ（伊: Aurano）は、イタリア共和国ピエモンテ州ヴェルバーノ・クジオ・オッソラ県にある、人口約100人の基礎自治体（コムーネ）。

## 地理

### 位置・広がり
| 隣接するコムーネは以下の通り。 - カンネロ・リヴィエーラ - イントラーニャ - ミアッツィーナ - オッジェッビオ - プレメーノ - トラーレゴ・ヴィッジョーナ - ヴァッレ・カンノビーナ (ファルメンタ) |

## 行政

### 分離集落
アウラーノには、以下の分離集落（フラツィオーネ）がある。
Alpe Piaggia, Alpe Segletta, Scareno, La Selva